# Düsseldorfer SK 1914/25
Der Düsseldorfer Schachklub 1914/25 e. V. (DSK) ist der größte Schachverein in Düsseldorf.

## Geschichte
Der Verein entstand 1992 durch den Zusammenschluss der seinerzeit erfolgreichsten Vereine Düsseldorfs, der SG Düsseldorf und der DSG Rochade 1925. Er ist nicht zu verwechseln mit dem älteren Düsseldorfer Schachverein 1854.
Derzeit hat der Verein etwa 210 Mitglieder und ist damit einer der größten deutschen Schachklubs. Bekannteste Mitglieder des Vereins sind D. Gukesh, Jan Timman und Ulf Andersson.

## Bundesliga
Die erste Mannschaft des Düsseldorfer SK spielte in der Saison 2018/19 in der Schachbundesliga, stieg am Ende als 13. aber wieder ab. In der Saison 2019/21 gewann der DSK die 2. Schachbundesliga (West). In der Saison 2021/22 spielte der DSK erneut in der Schachbundesliga und belegte am Ende erneut Platz 13, punktgleich mit dem USV TU Dresden, aber mit schlechteren Brettpunkten. In der Saison 2022/23 belegte der DSK Platz 2 in der 2. Schachbundesliga West und verpasste den Aufstieg knapp. Mit einer verstärkten Mannschaft trat der DSK in der Saison 2023/24 erneut in der 2. Bundesliga West an und erzielte den Aufstieg. Berühmte Spieler, die dem DSK zuletzt beigetreten waren, sind Jan Nepomnjaschtschi, Fabiano Caruana, Anish Giri, D. Gukesh, Leinier Domínguez, Santosh Gujrathi Vidit, R. Praggnanandhaa, Erigaisi Arjun, Jorden van Foreest, Andrei Jessipenko und Viktor Bologan. Mit diesen Spielern (mit Ausnahme von Caruana und Domínguez, die nicht aufgestellt wurden) gewann der DSK die Meisterschaft der Saison 2024/25. In 14 Runden gewann das Team 13 Mal und spielte einmal unentschieden.